# Pajeon
El pajeon es una variedad de jeon, un plato coreano similar al panqueque elaborado principalmente de huevo y harina, con cebolleta, parecido al panqueque de cebolleta chino. A veces se le considera la versión coreana de la pizza, debido a que pueden añadírsele diversos ingredientes, como kimchi y marisco, como el calamar, además de otra verdura, como zanahoria, cebolla, etcétera. El pajeon se acompaña a menudo se acompaña de  makgeolli.

## Tipos

### Marisco
El pajeon de marisco se llama haemul pajeon (해물파전), e incluye mariscos tales como el calamar o la gamba.

### Otros países
- Panqueque de cebolleta (China)
- Negiyaki (ねぎ焼き?), variante del okonomiyaki (Japón)